# Jelena Vučetić
Jelena Vučetić (in serbo Јелена Вучетић?; Cattaro, 14 settembre 1993) è una cestista montenegrina.

## Carriera
Con il Montenegro ha disputato tre edizioni dei Campionati europei (2015, 2017, 2019).